# Kanton Chaumont-Nord
Der Kanton Chaumont-Nord war bis 2015 ein französischer Wahlkreis im Arrondissement Chaumont, im Département Haute-Marne und in der Region Champagne-Ardenne; sein Hauptort war Chaumont. Vertreter im Generalrat des Départements war zuletzt von 2004 bis 2015 Gérard Groslambert.

## Gemeinden
Der Kanton bestand aus acht Gemeinden und einem Teil der Stadt Chaumont (angegeben ist hier die Gesamteinwohnerzahl).
| Gemeinde             | Einwohner Jahr | Fläche km² | Bevölkerungsdichte | Code INSEE | Postleitzahl |
| -------------------- | -------------- | ---------- | ------------------ | ---------- | ------------ |
| Brethenay            | 356 (2013)     | –          | – Einw./km²        | 52072      | 52000        |
| Chaumont             | 22.560 (2013)  | –          | – Einw./km²        | 52121      | 52000        |
| Chamarandes-Choignes | 1040 (2013)    | –          | – Einw./km²        | 52125      | 52000        |
| Condes               | 312 (2013)     | –          | – Einw./km²        | 52141      | 52000        |
| Euffigneix           | 311 (2013)     | –          | – Einw./km²        | 52193      | 52000        |
| Jonchery             | 1028 (2013)    | –          | – Einw./km²        | 52251      | 52000        |
| Laville-aux-Bois     | 213 (2013)     | –          | – Einw./km²        | 52276      | 52000        |
| Riaucourt            | 435 (2013)     | –          | – Einw./km²        | 52421      | 52000        |
| Treix                | 247 (2013)     | –          | – Einw./km²        | 52494      | 52000        |